# Liriomyza huidobrensis
Liriomyza huidobrensis es una pequeña mosca de la familia Agromyzidae cuyas larvas se desarrollan dentro del parénquima de las hojas de diversas plantas, alimentándose de su interior a la vez que se desplazan por él, viéndose por fuera una especie de minas o galerías cuyo color contrasta con el verde propio de las hojas. Es una de las especies llamadas moscas minadoras, minadores o submarinos.

## Descripción
El adulto es una pequeña mosca, de menos de 2,5 mm de longitud, de color negro brillante con manchas amarillas sobre diversas partes del cuerpo.

## Distribución
Liriomyza huidobrensis es una especie originaria de la Cordillera de los Andes, aunque ahora está extendida por muchas zonas del mundo. Está presente dentro de Sudamérica desde Venezuela a Argentina y Chile (incluyendo Brasil), en Centroamérica (Belice, Costa Rica, El Salvador, Guatemala, Honduras, Nicaragua, Panamá), en el Caribe (República Dominicana). También se la encuentra en Norteamérica (México, Estados Unidos, principalmente en California y Florida), en Europa central y occidental, en Oriente Medio (principalmente en Israel), en Extremo Oriente y en el sureste de Asia. También está citada en el norte y el sur de África y en Oceanía.

## Huéspedes
Esta especie fue descrita por primera vez en 1926 en Brasil, es una especie polífaga y puede afectar a más de 300 especies de vegetales en todo el mundo. Está presente en muchas especies vegetales cultivadas tal como hortalizas y plantas ornamentales, tanto en cultivos al aire libre como en invernadero, también se puede encontrar en plantas adventicias. sus huéspedes pertenecen a diversas familias como Alstroemeriaceae, Apiaceae, Asteraceae, Brassicaceae, Caryophyllaceae, Chenopodiaceae, Cucurbitaceae, Leguminosae, Liliaceae, Linaceae, Oxalidaceae, Polemoniaceae, Solanaceae, Tropaeolaceae y Violaceae. Entre los cultivos con mayores pérdidas económicas producidas por este insecto están la lechuga, la remolacha, el crisantemo, la espinaca, el guisante, el haba, ajo, pimiento y la patata.